# カミラ・ヴィトコフスカ
カミラ・ヴィトコフスカ（Kamila Witkowska、1991年12月2日 - ）は、ポーランドの女子バレーボール選手。ポーランド代表。

## 来歴

### クラブチーム
2010年、ザヴィシャ・スレフフに入団。2013年、KSZO SMSオストロヴィエツ・シフィエントクシスキへ移籍し2年間プレーした。2015年5月、MKS Dąbrowa Górniczaへの移籍が発表され、2015/16シーズンのタウロンリーガではベストブロッカー部門で全選手でトップの活躍をみせチームは4位となった。2017/18シーズンからはKSディヴェロプレス・ジェシュフでプレーし、2018/19シーズンのタウロンリーガで3位、2019/20シーズンはタウロンリーガとポーランドカップで準優勝した。2020/21シーズンは#VolleyWrocławでプレーした。2021年6月、ŁKSコマースコン・ウッチへの移籍が発表され、2021/22シーズンのタウロンリーガではベストスパイカー部門で全選手トップの活躍をみせ、リーグでは3位となった。2022/23シーズンはチームを優勝へ導き、自身はベストミドルブロッカー賞を受賞した。2024年7月、MOYAラドムカ・ラドムへの移籍が発表された。

### 代表チーム
2015年、シニア代表に初選出され、同年の欧州選手権に出場した。2016年、ワールドグランプリに出場した。2019年、モントルーバレーマスターズでは優勝を果たした。同年の東京五輪大陸間予選に出場した。2022年に代表復帰し、地元開催された世界選手権に出場し7位となった。2023年、ネーションズリーグで銅メダルを獲得した。

## 球歴
- 世界選手権 - 2022年
- 欧州選手権 - 2015年、2021年、2023年
- ワールドグランプリ - 2016年
- ネーションズリーグ - 2019年、2022年、2023年、2024年

## 所属クラブ
- ザヴィシャ・スレフフ（2010-2013年）
- KSZO SMSオストロヴィエツ・シフィエントクシスキ（2013-2015年）
- MKS Dąbrowa Górnicza（2015-2017年）
- KSディヴェロプレス・ジェシュフ（2017-2020年）
- #VolleyWrocław（2020-2021年）
- ŁKSコマースコン・ウッチ（2021-2024年）
- MOYAラドムカ・ラドム（2024年-）